# Tratado de Manila (1946)
El Tratado de Manila de 1946 (TIAS 1568, 7 UNTS 3), formalmente el Tratado de Relaciones Generales y Protocolo, es un tratado de relaciones generales firmado el 4 de julio de 1946 entre los gobiernos de los Estados Unidos de América y la República de las Filipinas, en la ciudad de Manila, capital de las Filipinas. 
Los Estados Unidos otorgaron a Filipinas su independencia, y el tratado incluía el reconocimiento de la misma. El tratado fue firmado por el embajador Paul V. McNutt como representante de los Estados Unidos y por el presidente filipino Manuel Roxas, en representación de las Filipinas. Se volvió efectivo en los Estados Unidos el 22 de octubre de 1946.
Fue acompañado por un "acuerdo provisional sobre relaciones amistosas y representaciones consulares y diplomáticas" (60 Stat. 1800, TIAS 1539, 6 UNTS 335) hasta que el tratado fue ratificado.